# صرارة مخططة
صرارة مخططة (الاسم العلمي: Circaetus cinerascens) (بالإنجليزية: Banded Snake-eagle)‏ هي نوع من الطيور تتبع جنس الصرارة من الفصيلة البازية.